# Er-Rich
Er-Rich (àrab: الريش, ar-Rīx; amazic: ⴰⵔⵔⵉⵛ) és un municipi de la província de Midelt, a la regió de Drâa-Tafilalet, al Marroc. Segons el cens de 2014 tenia una població total de 25.992 persones. La ciutat es va desenvolupar originalment al voltant d'un ksar al marge del riu Oued Ziz a la plana entre les muntanyes, i antigament va ser una fortalesa important. Els dilluns el soc té força activitat.